# 北賽普勒斯國徽
北賽普勒斯土耳其共和國國徽與賽普勒斯共和國國徽非常相似。不同之處在于增加了星月標誌；圖案上的年份由1960年變成了北賽普勒斯共和國成立的1983年。
北塞浦路斯国徽最初启用于1983年11月15日，2007年11月2日重新修改国徽。